# Beneplácito Régio
Beneplácito Régio era o preceito de que as determinações da Igreja Católica destinadas ao clero e fiéis católicos, para terem validade no território de Portugal e, posteriormente, no Brasil, deveriam receber a aprovação expressa do monarca.
Esta prerrogativa do rei existia já ao tempo de D. Pedro I, se não antes, e foi temporariamente abolida em 1487, no reinado de D. João II. Contudo, a Coroa continuou a exercer controle indirecto sobre certos actos e documentos eclesiásticos, e o beneplácito régio voltou mesmo a ser instituído pouco tempo depois e a alargar-se.
A imposição deste direito do Estado só terminou no período da Primeira República Portuguesa. A Lei da Separação do Estado das Igrejas do Governo Provisório da República Portuguesa, em 1911, manteve o beneplácito em algumas situações, mas finalmente o governo de Sidónio Pais, em 1918, aboliu-o completamente ao decretar que "as bulas, pastorais ou outras determinações escritas da Cúria Romana, dos prelados ou outras entidades que tenham funções dirigentes em qualquer religião não ficam dependentes da prévia aprovação do Estado para se publicarem e correrem dentro do país", acrescentando que "os abusos ou delitos que elas contenham serão punidos nos termos das leis penais e da imprensa". Contudo, o regime do Estado Novo (1933-1974) viria a restabelecer em Portugal, através da Concordata de 1940, um sistema de condicionamento prévio à nomeação dos bispos e arcebispos, ao conferir ao governo português a possibilidade de suscitar "objeções de carácter político geral" aos nomes escolhidos e propostos pela Santa Sé, o que na prática se revelou como um direito de veto ou uma forma efectiva de beneplácito.
O beneplácito foi estabelecido no Brasil com a Constituição de 1824, obrigando qualquer determinação vinda do Papa a passar pela decisão do Imperador de segui-la ou não no país.